# La Flamme éternelle
Pour plus de détails, voir Fiche technique et Distribution.
La Flamme éternelle (The Undying Flame) est un film muet américain de Maurice Tourneur, sorti en 1917.

## Synopsis
Dans l'ancienne Égypte, une princesse est aimée d'un simple berger, au grand dam du roi, qui ordonne que l'amant soit enterré vivant, car il a promis sa fille à l'architecte qui a construit le Temple. Après avoir cassé un scarabée sacré en deux, le berger et la princesse en gardent chacun une moitié et prient pour que leurs âmes soient réunies dans la mort.
Des siècles plus tard, le Capitaine Harry Paget, officier dans la garnison anglaise au Soudan, est amoureux de Grace, la fille de Sir Hector Leslie, commandant de la garnison. Mme Harvey, la femme d'un autre officier, est aussi amoureuse du capitaine, elle lui fait croire à un rendez-vous dans le désert, lui faisant manquer ainsi un exercice surprise. Grace, apprenant la tenue de l'exercice, se rue pour en informer Paget. À cause de cette disgrâce, Paget se porte volontaire pour servir dans un poste éloigné dans le désert et Grace lui annonce qu'elle ira dans le désert avec lui. On découvre alors qu'ils possédaient chacun la moitié du scarabée.

## Fiche technique
- Titre : La Flamme éternelle
- Titre original : The Undying Flame
- Réalisation : Maurice Tourneur
- Scénario : Charles E. Whittaker
- Direction artistique : Ben Carré
- Photographie : John van den Broek
- Société de production : Jesse L. Lasky Feature Play Company
- Société de distribution : Paramount Pictures Corporation
- Pays de production :  États-Unis
- Langue originale : anglais
- Format : noir et blanc — 35 mm — 1,37:1 — Muet
- Genre : drame
- Durée : 50 minutes (5 bobines)
- Dates de sortie :
  - États-Unis :24 mai 1917

## Distribution
- Olga Petrova : la Princesse / Grace Leslie
- Mahlon Hamilton : le Berger / Capitaine Paget
- Edwin Mordant : le Roi
- Herbert Evans : l'Architecte
- Warren Cook : Général Leslie
- Charles W. Martin : Colonel Harvey
- Violet Reed : Mme Harvey